# پزشکی شواهدمحور
پزشکی شواهدمحور یا پزشکی مبتنی بر شواهد (به انگلیسی: Evidence Based Medicine) که به اختصار EBM گفته می‌شود «استفاده آگاهانه، صریح و خردمندانه از بهترین شواهد فعلی در تصمیم‌گیری در مورد مراقبت از هر بیمار است». هدف EBM ادغام تجربه پزشک، ارزش‌های بیمار و بهترین اطلاعات علمی موجود برای هدایت تصمیم‌گیری در مورد مدیریت بالینی است. این اصطلاح در ابتدا برای توصیف رویکردی برای آموزش طبابت و بهبود تصمیم‌گیری یک پزشک در مورد یک بیمار مورد استفاده قرار گرفت.

## پیشینه، تاریخچه و تعریف
شواهد علمی در مقابل تجربه بکار می‌رود که خوب است پزشک به جای اینکه فقط به تجربیات خودش تکیه کند به نتایج حاصل از پژوهش‌ها توجه نماید.
پزشکی دارای سابقه طولانی تحقیقات علمی در مورد پیشگیری، تشخیص و درمان بیماری‌های انسانی است.
مفهوم کارآزمایی بالینی کنترل شده برای نخستین‌بار در سال ۱۶۶۲ توسط ژان باپتیست ون هلمونت (Jan Baptist van Helmont) با اشاره به عمل فصد توصیف شد. ون هلمونت نوشت:
بگذارید ۲۰۰ یا ۵۰۰ فقیر را که تب یا پلوریت دارند، از بیمارستان‌ها، از کمپ‌ها، یا از جای دیگر بیرون ببریم. آنها را به نصف تقسیم کنیم، قرعه بیندازیم تا نیمی از آنها به سهم من و بقیه به سهم شما بیفتند. من آنها را بدون خون‌ریزی و تخلیه درمان خواهم کرد. شما هم همان‌طور که می‌دانید انجام دهید … ما خواهیم دید که هر دوی ما چند تشییع جنازه خواهیم داشت …
نخستین گزارش که انجام و نتایج یک کارآزمایی بالینی کنترل‌شده را توصیف می‌کند، توسط جیمز لیند، جراح نیروی دریایی اسکاتلندی منتشر شده است که در طول سفر خود در کشتی اچ‌ام‌اس سالزبری (۱۷۴۶) در ناوگان Channel Fleet، در حین گشت‌زنی در خلیج بیسکی، تحقیقاتی در مورد اسکوربوت انجام داد. لیند ملوانان شرکت کننده در آزمایش خود را به شش گروه تقسیم کرد، به طوری که اثرات درمان‌های مختلف را می‌توان نسبتاً مقایسه کرد. لیند در میان گروهی از مردانی که با لیمو یا پرتقال درمان شده بودند، علائم و نشانه‌های اسکوربوت را بهبود بخشید. او رساله‌ای را در شرح نتایج این آزمایش در سال ۱۷۵۳ میلادی منتشر کرد.
نقد اولیه روش‌های آماری در پزشکی در سال ۱۸۳۵ میلادی منتشر شد.
اصطلاح «پزشکی مبتنی بر شواهد» در سال ۱۹۹۰ میلادی توسط اپیدمیولوژیست کانادایی، گوردون گویات (Gordon Guyatt) از دانشگاه مک‌مستر کانادا معرفی شد.

## روش

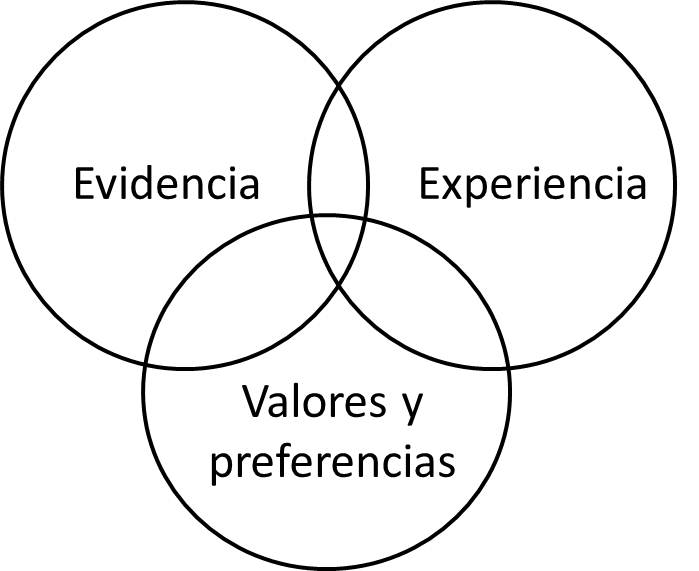
سه‌گانه پزشکی مبتنی بر شواهد.

اصول اولیه پزشکی مبتنی بر شواهد، بر سه‌پایه قرار دارد:
- شواهد که بهترین دانش موجود هستند عبارتند از تحقیقات بالینی رایج که جهت تعیین درستی و دقت تست‌های تشخیصی، اندازه‌گیری میزان تأثیر رژیم‌های درمانی، و مانند آن انجام می‌شود.[۲۰]

شواهد جدید حاصل از تحقیقات بالینی، تست‌های تشخیصی و درمان‌های قبلی را باطل کرده و آنها را با شواهد جدید دقیق‌تر و قابل اعتمادتر جایگزین می‌کنند.
- مهارت بالینی پزشک، تخصص و قدرت تشخیص سریع علائم بیماری، خطرات و فواید تداخل‌های احتمالی، ارزش‌های فردی و انتظارات بیمار که مستقیماً مربوط به پزشک و تجربیات بالینی او می‌شود.[۲۰]
- ارزش‌های بیمار، که شامل ترجیح‌ها، نگرانی‌ها و توقع‌های ویژه هر بیمار می‌شود که از نظر بالینی مهم هستند و لازم است پزشک هنگام تصمیم‌گیری بالینی آنها را در نظر بگیرد.[۲۰]

## مسیر پنجگانه
هر اقدام و مطالعه پزشکی مبتنی بر شواهد از ۵ مرحله زیر عبور می‌کند:
- تبدیل مشکل بیمار به یک سؤال فرموله شده.
- جستجو در منابع معتبر برای یافتن بهترین جواب.
- ارزیابی دقیق و اعتبارسنجی آن منابع یافته شده.
- اِعمال و به‌کارگیری اطلاعات ارزیابی شده.
- مطالعه و ارزیابی مفید بودن اقدامات.[۲۰]